# タイの楽器
タイの楽器（タイのがっき、タイ語: เครื่องดนตรีไทย）では、タイ王国の伝統楽器を挙げる。

## タイの楽器分類
タイの伝統楽器分類によると演奏方法によって四つのカテゴリーに分けられそれぞれ以下のようになる。
1. 撥弦楽器(弦をはじく（撥）ことによって音を出す楽器、เครื่องดีด)
2. 擦弦楽器(弓または棒で、弦をこする（擦・さつ）ことによって音を出す楽器、เครื่องสี)
3. 打楽器 (楽器とハンマーを打ち鳴らすことによって音を出す楽器、 เครื่องตี)
4. 吹奏楽器 (管楽器など、 เครื่องเป่า)

## 弦楽器

### 撥弦楽器
- グラヂャプピー (กระจับปี่) - 古代のフレット付リュート
- ヂャケー (จะเข้) - 鰐型のフレット付三弦ツィター
- ピン (พิณ) - 東北タイ地域で用いられる三弦のリュート
- ピンピヤ (พิณเพียะ) - 北タイ地域で用いられる共鳴器付ツィター
- スン (ซึง) - 北タイ地域のリュート
- ピンハイ(พิณไห) もしくは、 ハイソン (ไหซอง) - 大小異なる素焼きの壷の口に輪ゴムを渡したもの

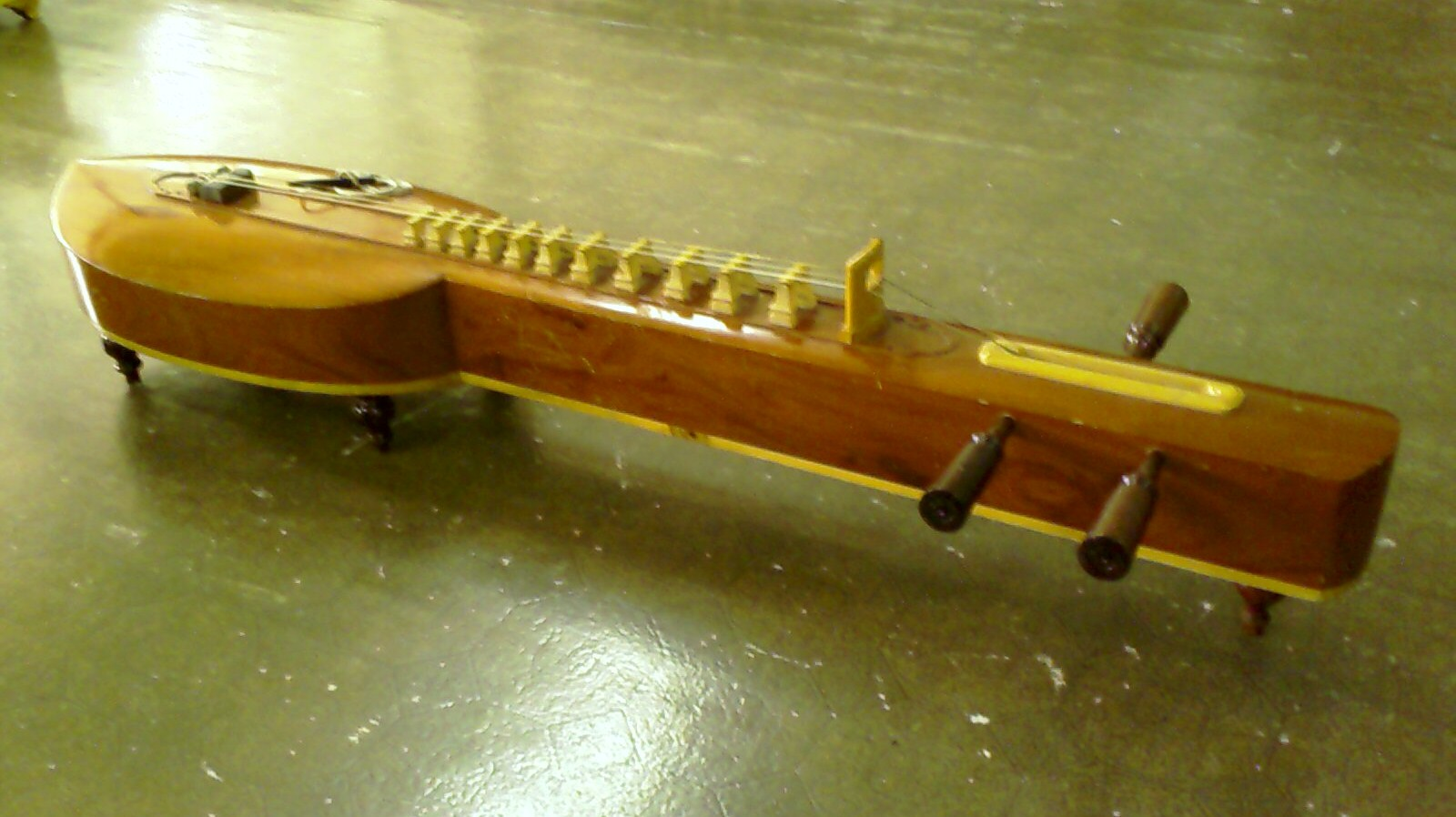
ヂャケー
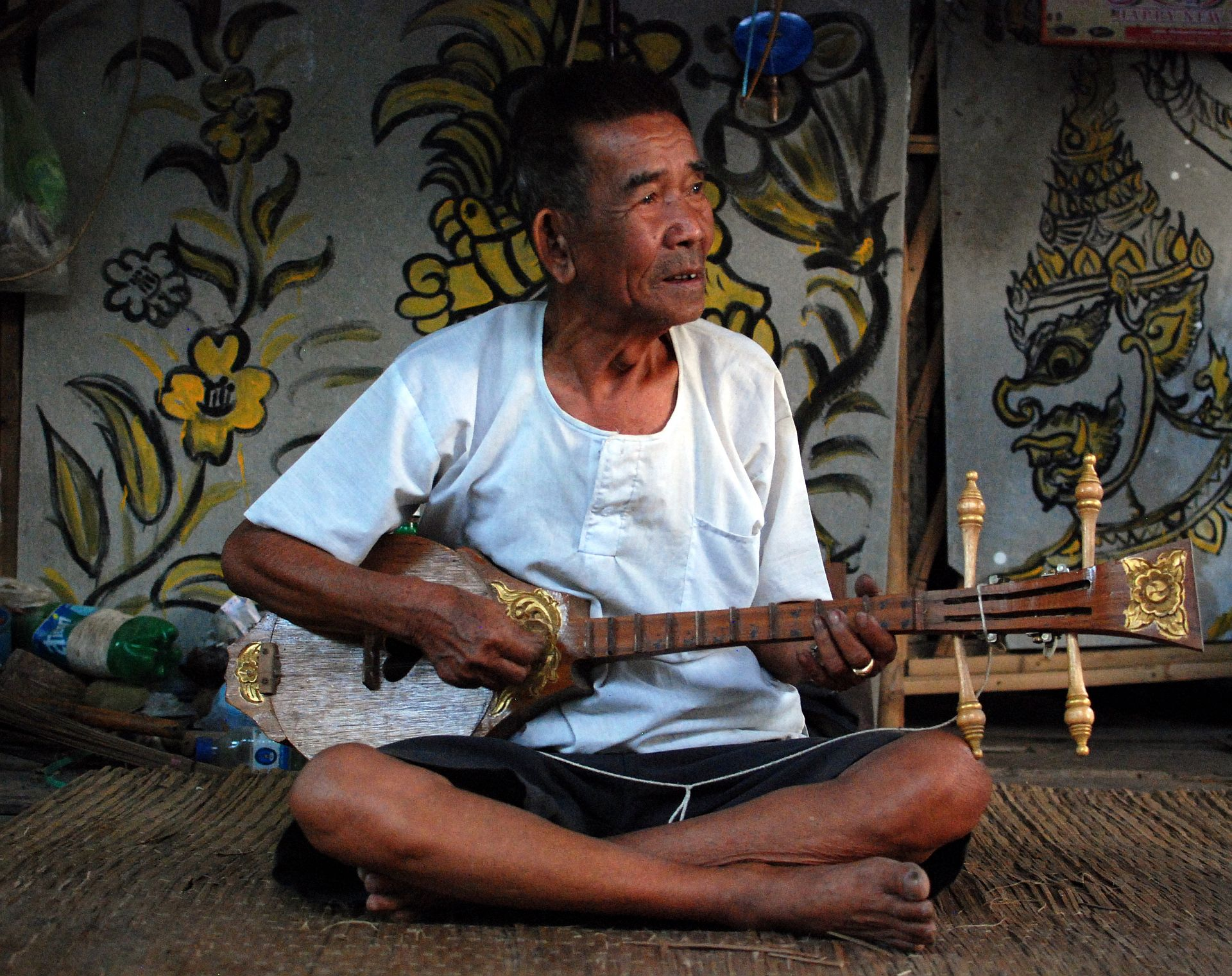
スンの演奏者。チェンマイ県メーオーン郡

### 擦弦楽器
- ソードゥアン (ซอด้วง) - 硬材で胴が作られた高音の二弦フィドル
- ソーサームサーイ (ซอสามสาย) - 椰子の殻で胴が作られた三弦フィドル
- ソーウー (ซออู้) - 椰子の殻で胴が作られた低音の二弦フィドル
- ソーピープ (ซอปีบ もしくは ซอปี๊บ) もしくは、ソーグラポーン (ซอกระป๋อง)- 金属缶で胴が作られた二弦のフィドル。特に東北タイで用いられる。ソーグラポーンは他に比べ小さい傾向がある。
- ソーバン (ซอบั้ง) - 竹で作られたフィドル。東北タイで用いられる。
- サロー (สะล้อ) - 北タイで用いられる三弦フィドル

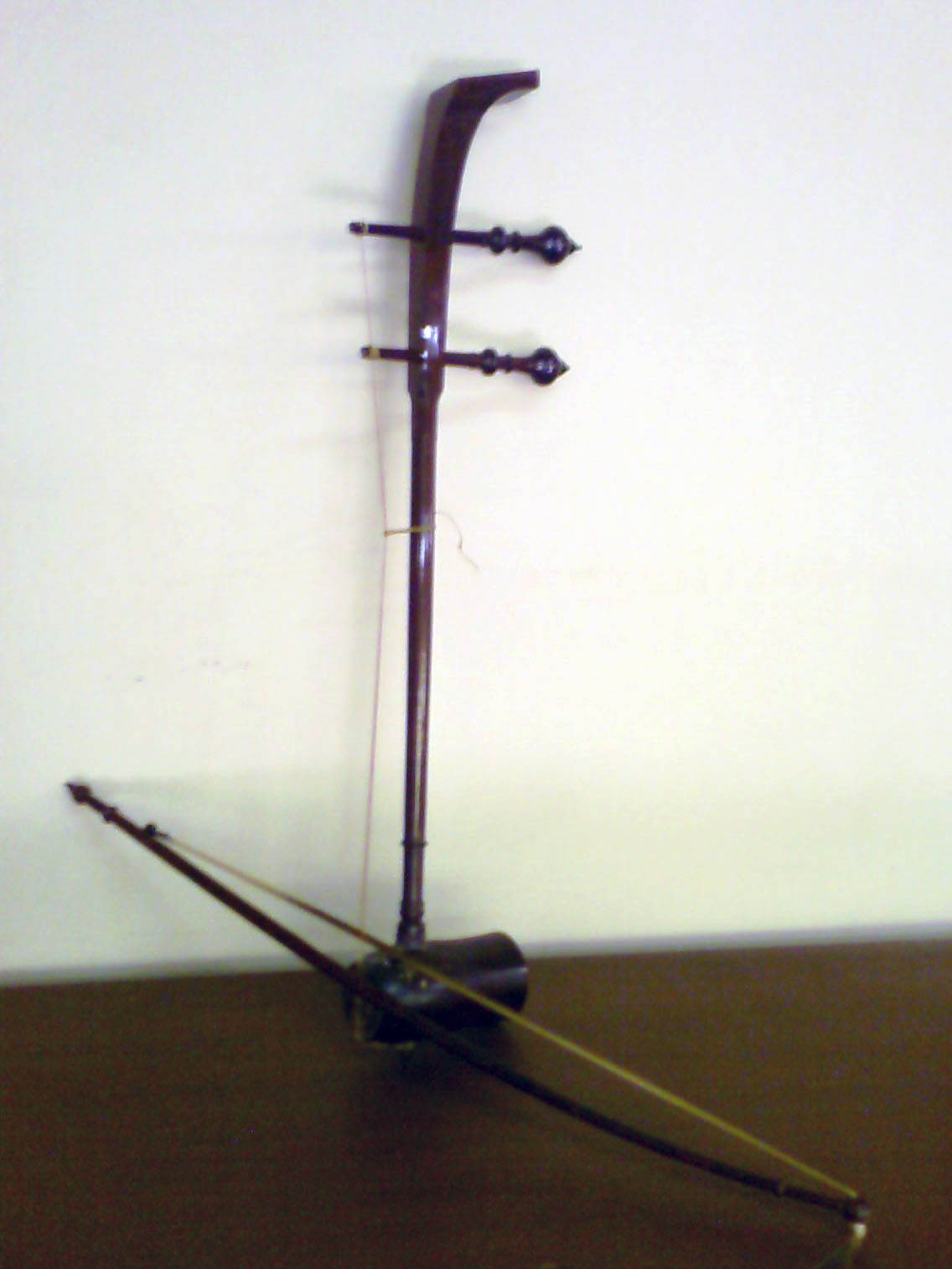
ソードゥアン
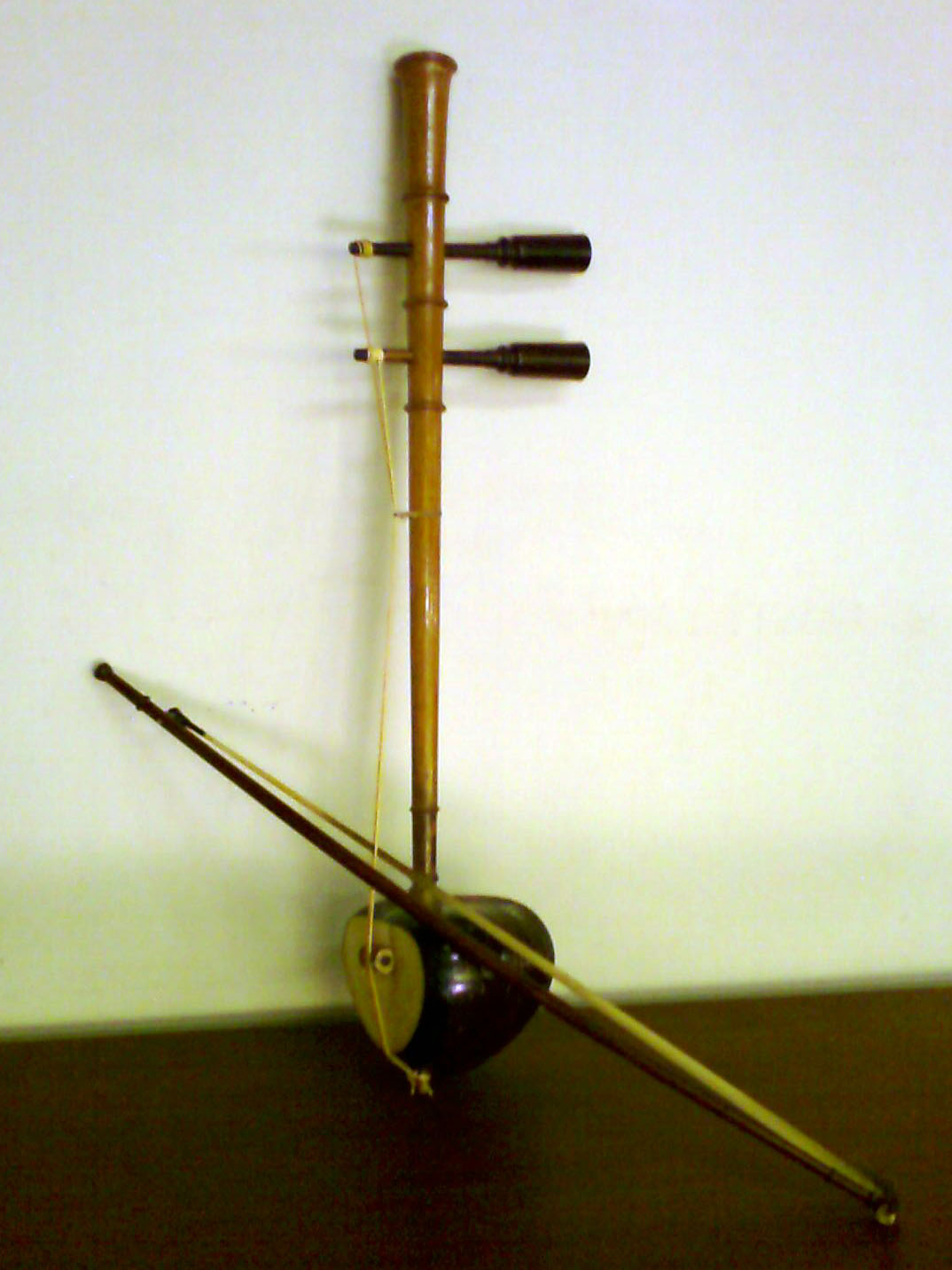
ソーウー

### 打弦楽器

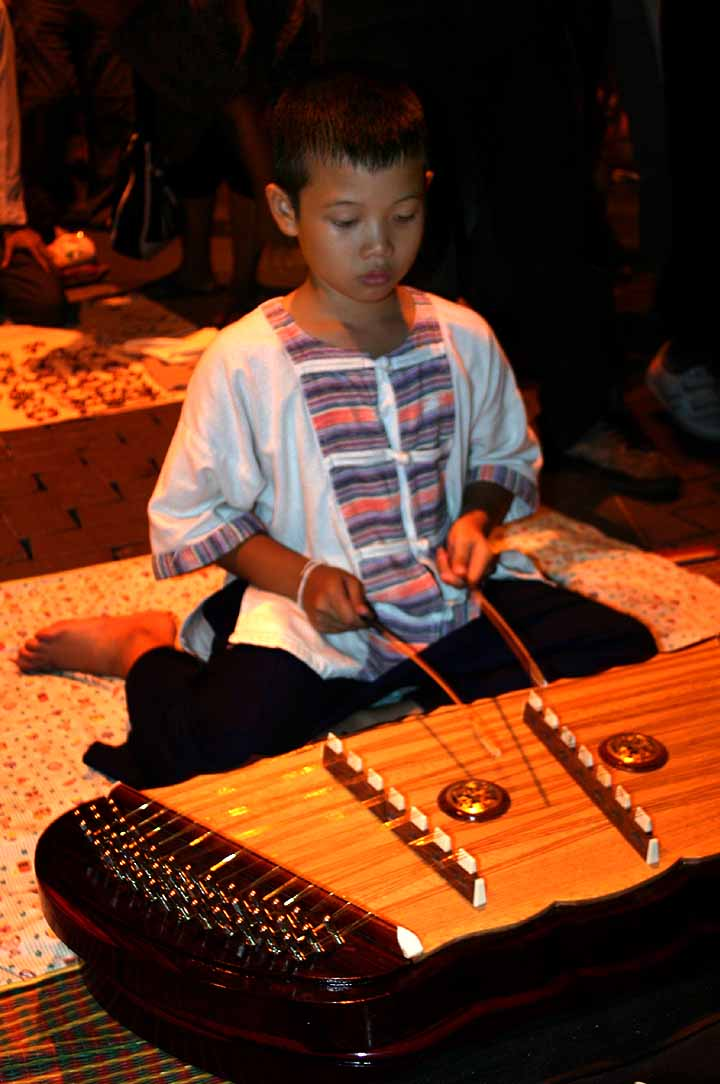
キムを演奏する少年

- キム (ขิม) - ハンマーダルシマー

## 打楽器

### 太鼓
- タフォーン (ตะโพน) もしくは グローンタフォーン (กลองตะโพน)
- タフォーンモン (ตะโพนมอญ)
- グローンタット (กลองทัด)
- ラムマナー (รำมะนา)
- トーン (โทน)
- グローンタップ (กลองทับ)
- グローンケーク (กลองแขก)
- グローンソーンナー (กลองสองหน้า)
- グローンヤーオ (กลองยาว)
- プーンマーンコーク (เปิงมางคอก)もしくは、プーンマーン (เปิงมาง)
- グローンチャートリー (กลองชาตรี)
- グローンセン (กลองเส็ง)、 グローンチン (กลองจิ่ง)、もしくはグローンテ (กลองแตะ)

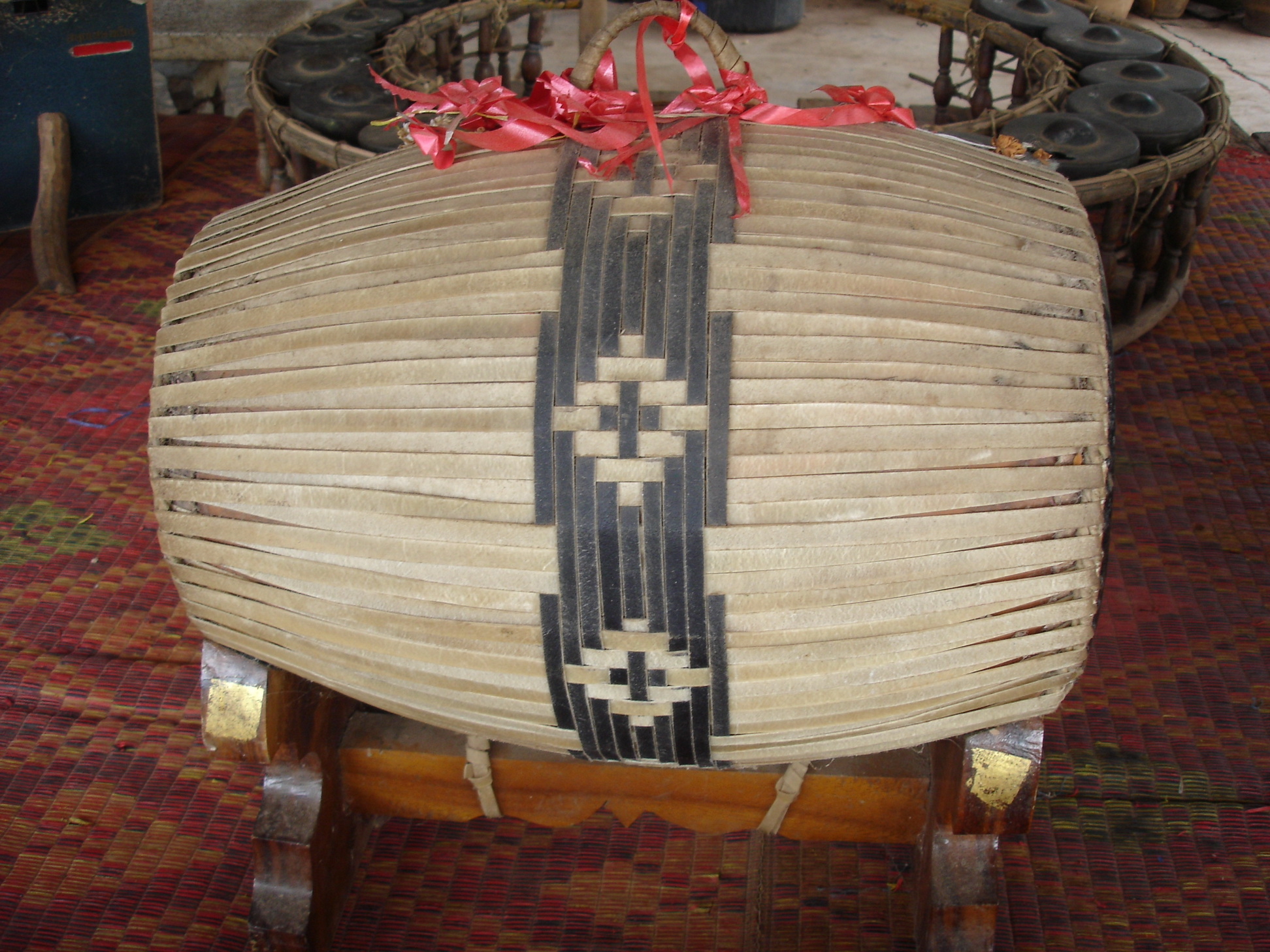
タフォーン

### ゴング・チャイム
- コーンウォンレック (ฆ้องวงเล็ก) - 円形に配置された高音の銅鑼のセット。数多くの小型の銅鑼がラタンで作られたフレームの上に配置されている。
- コーンウォンヤイ (ฆ้องวงใหญ่)- 円形に配置された低音の銅鑼のセット。数多くの小型の銅鑼がラタンで作られたフレームの上に配置されている。
- コーンモン (ฆ้องมอญ) - 垂直方向にカーブした木枠に収まった小型銅鑼のセット。葬儀の演奏の際に用いられることが多い。
- コーンラーン (ฆ้องราง) - 水平方向に直線的に8つの整調した銅鑼のセットが配置された楽器。フィリピンの打楽器クリンタンに似ている。

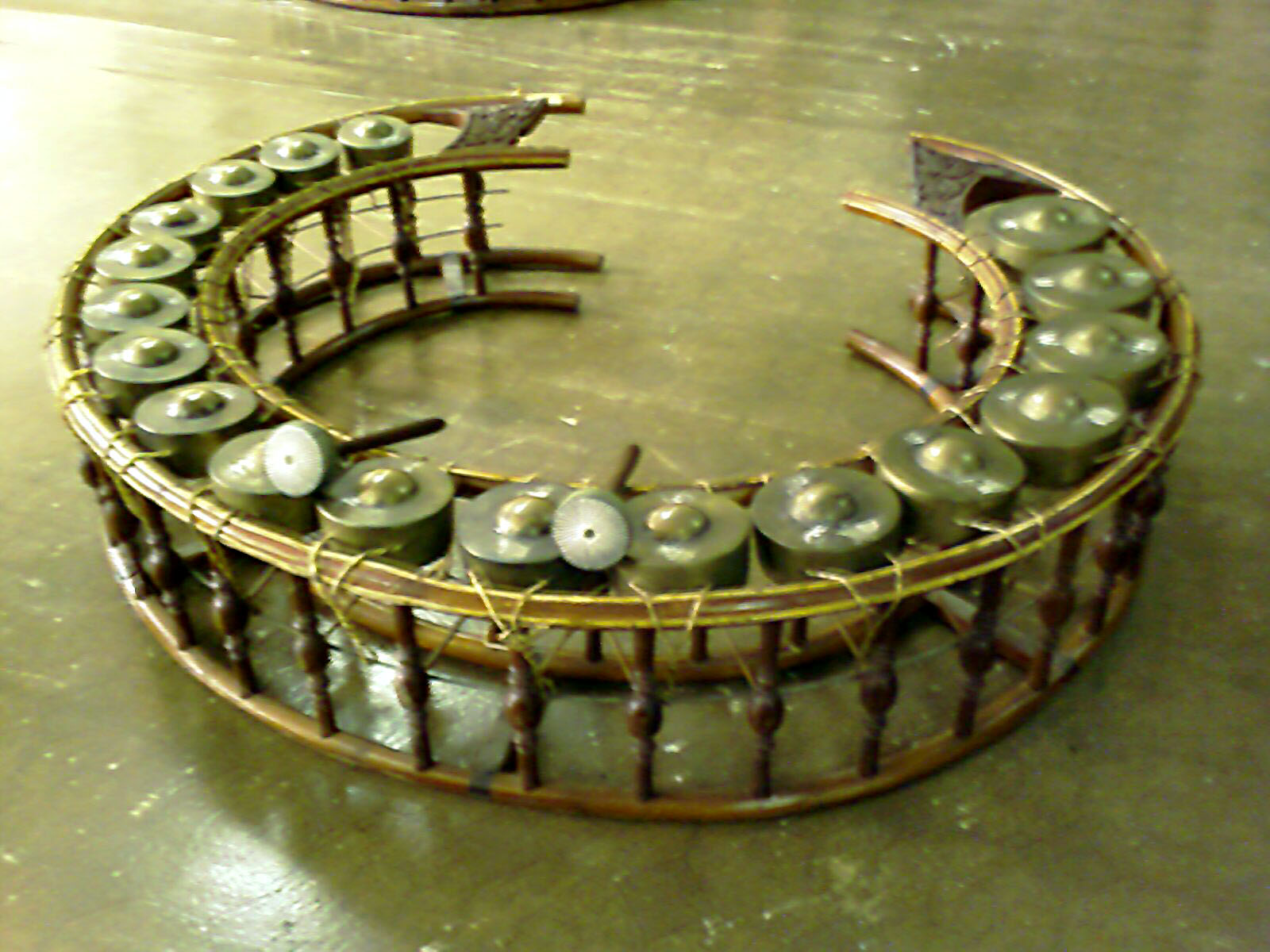
コーン・ウォン・レク
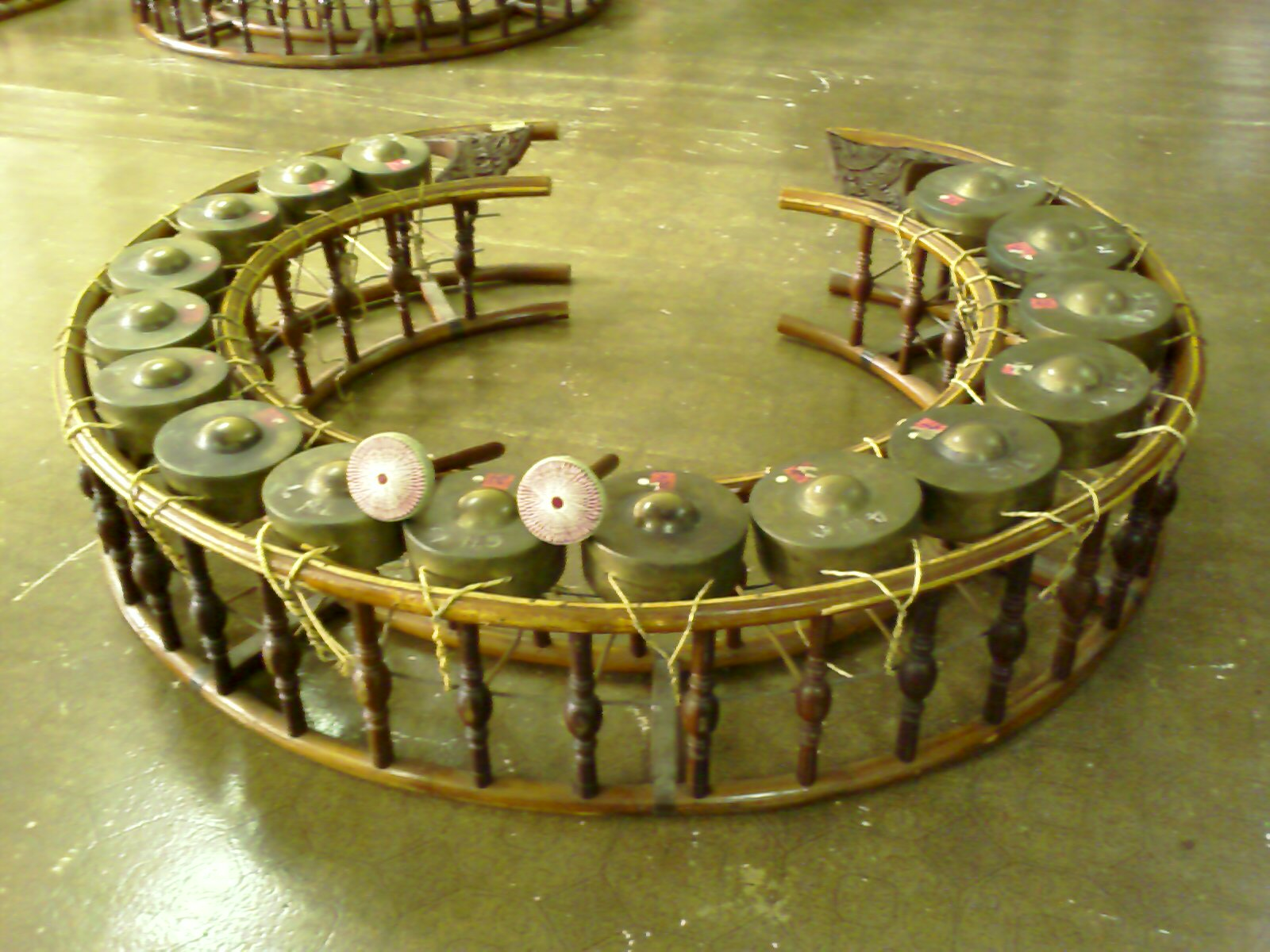
コーンウォンヤイ

### 鍵盤打楽器
- ラナート (ระนาด) - 打奏体鳴楽器。通常二本のマレットを使って鍵盤を打ち音を出す。タイ伝統音楽演奏や演劇などで用いられる。
  - ラナートエーク (ระนาดเอก) - 高音のシロフォン。鍵盤は通常硬木によって作られる。
  - ラナートトゥム (ระนาดทุ้ม) - 低音のシロフォン。鍵盤は竹もしくは硬木によって作られる。
  - ラナートエークレック (ระนาดเอกเหล็ก) - 高音の鉄琴
  - ラナートトゥムレック (ระนาดทุ้มเหล็ก) - 低音の鉄琴
  - ラナートゲーオ (ระนาดแก้ว) - 硝子琴
- ポーンラーン (โปงลาง) -　タイ東北部の五音の木琴

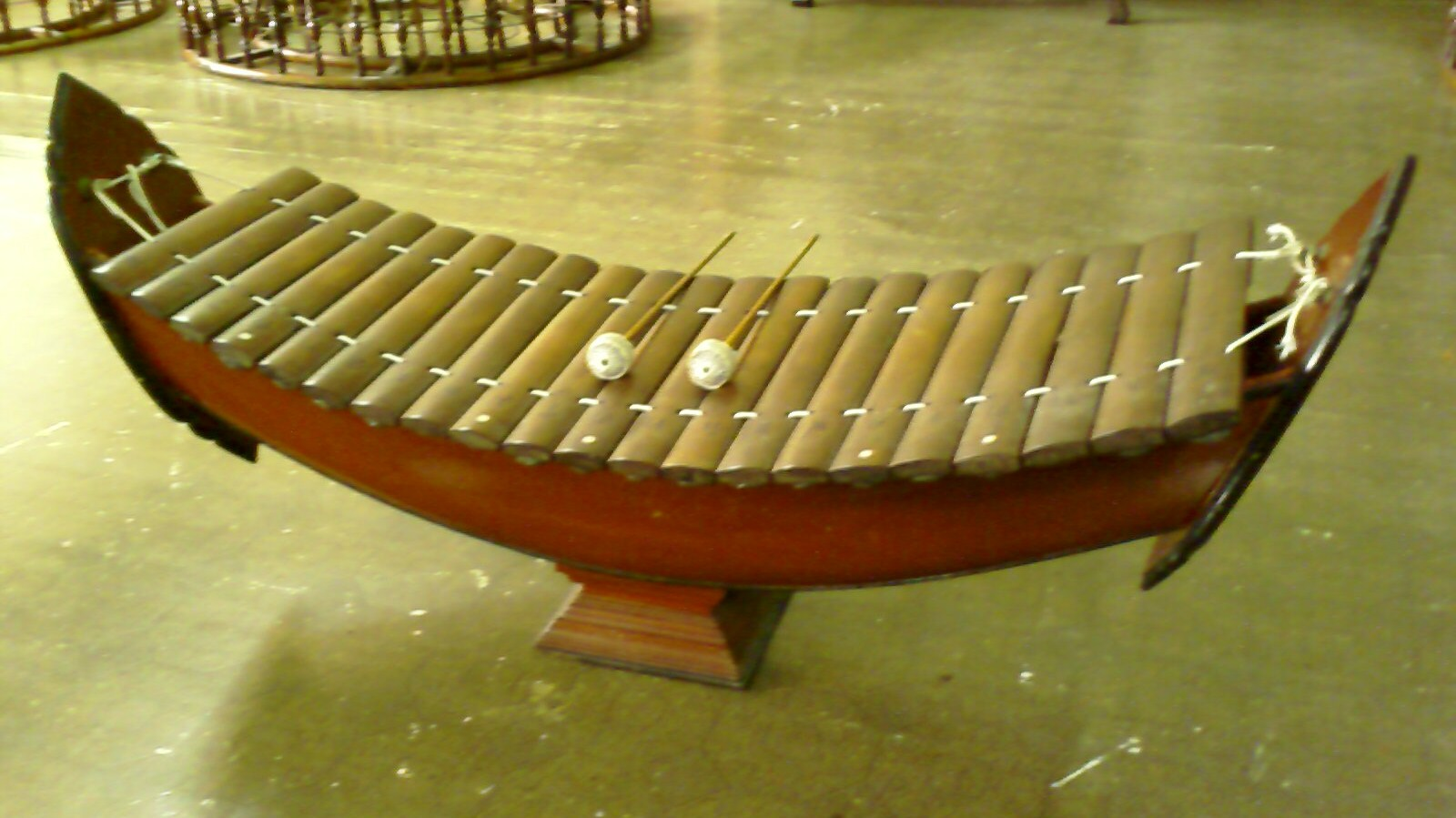
ラナートエーク
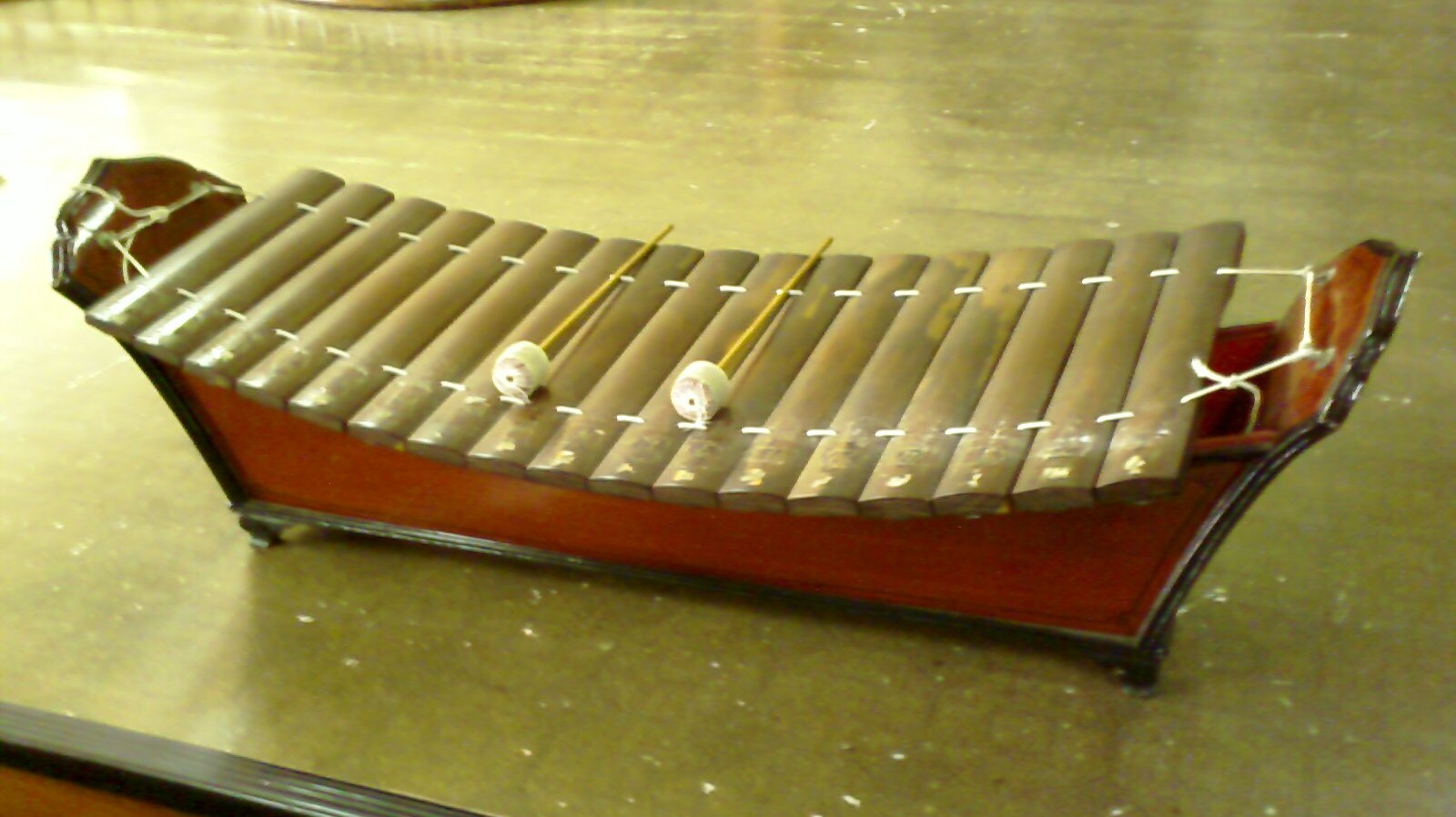
ラナートトゥム

### 銅鑼
- コーンチャイ (ฆ้องชัย)、コーンフイ (ฆ้องหุ่ย)、またはコーンムイ (ฆ้องมุ่ย) - 大型の時を告げるために用いられる釣銅鑼。
- コーンモーン (ฆ้องโหม่ง) もしくはモーン (โหม่ง) - 中型の釣銅鑼。タイの伝統的合奏で用いられる。
- コーンメーン (ฆ้องเหม่ง) もしくは コーングラテー (ฆ้องกระแต) - 小型の釣銅鑼。信号やパレードの中で拍子として用いられる。
- クローンラーオ (ฆ้องราว) - 木製フレームに収められた大中小の三つの銅鑼。
- クローンクー (ฆ้องคู่) - 木製の箱に二基一対で収められた銅鑼。タイ南部の劇場音楽や演奏などで用いられる。
- ウォンクローンチャイ (วงฆ้องชัย) - 円く配置された7つの銅鑼のセット。

### クラッパー
- グラップ (กรับ) - クラッパー
  - グラッププアン (กรับพวง) - 硬木や真鍮の板を数枚繋ぎ合わせ、ささらのようにうち当てて音を出す楽器。
  - グラップセーパー (กรับเสภา) -  硬木や竹で作られた二本一対の拍子木。

### シンバル
- チン (ฉิ่ง) - 小型の薄いシンバルで紐で結わえられ二枚一対として使用される。主に拍子を取るために用いられる。フィンガーシンバル。
- チャープ (ฉาบ) - 平らなシンバルで紐で結わえられ二枚一対として使用される。
  - チャープレック (ฉาบเล็ก) - 小型
  - チャープヤイ (ฉาบใหญ่) - 大型

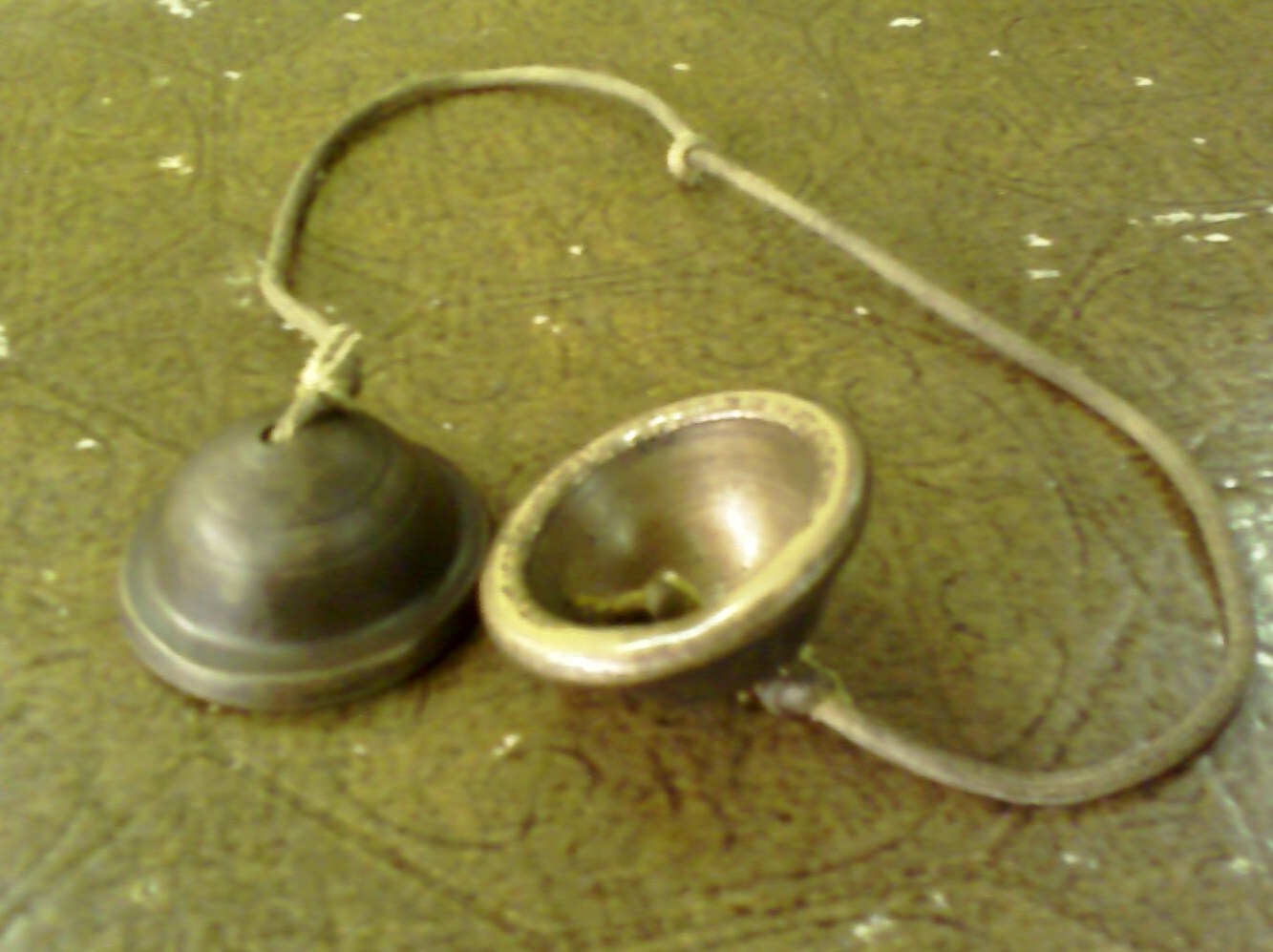
チン

### 竹製転滑式ラッセル
- アンクルン (อังกะลุง) - 整調された竹管を枠に並べ、揺することで竹管をぶつけて音を出す。インドネシア原産。

### 銅鼓
- 銅鼓 (มโหระทึก) - 青銅製のドラム。ドンソン文化に遡る古物であり、現在演奏されるのはまれ。

## 管楽器

### 吹奏楽器

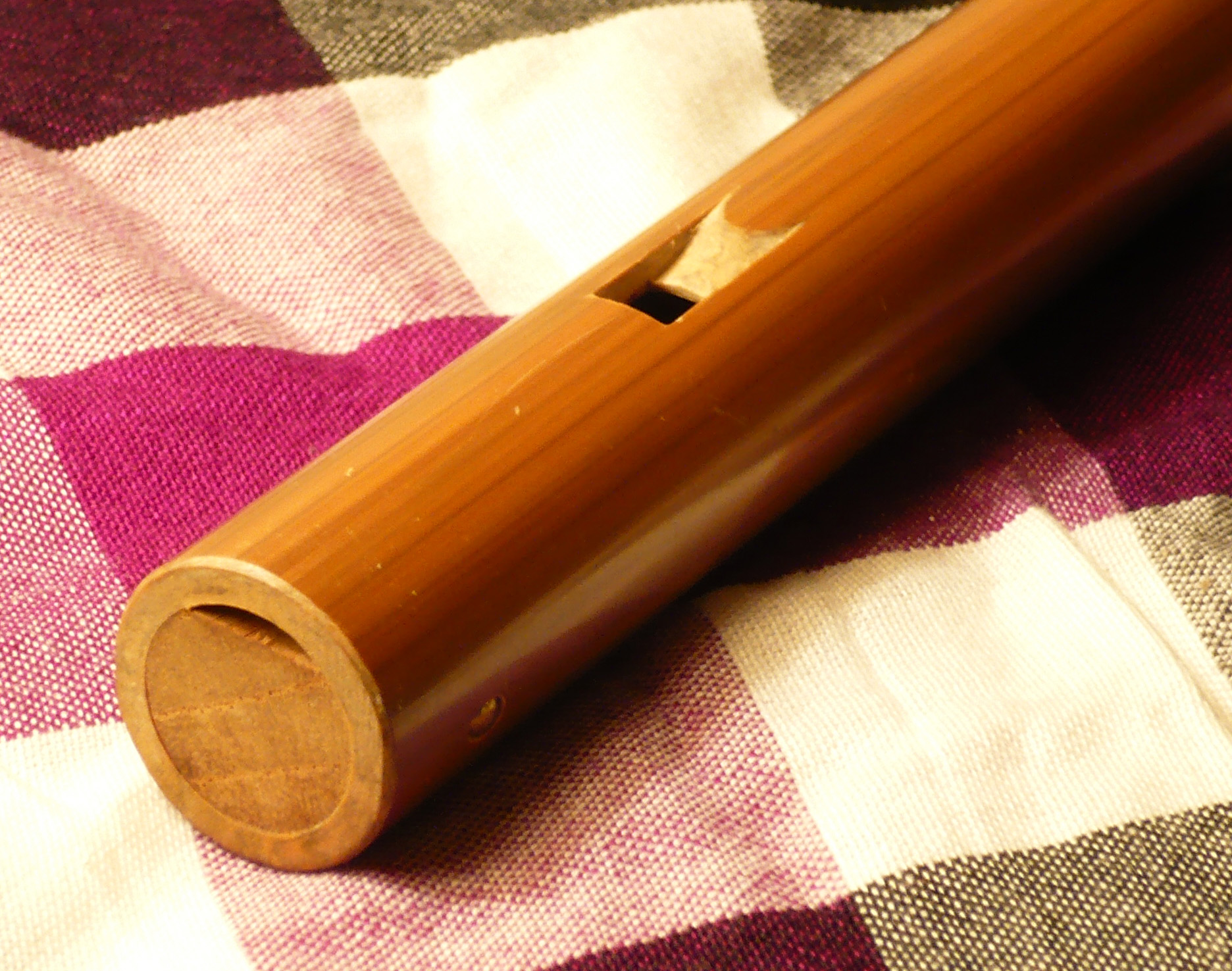
クルイ

- クルイ (ขลุ่ย) - 竹、堅木、プラスチックで作られる縦笛
  - クルイ・リップ（ขลุ่ยหลิบ もしくは、ขลุ่ยหลีบ）：一般的ではない。
  - クルイ・ピアンオー (ขลุ่ยเพียงออ:中音)
  - クルイ・ウー (ขลุ่ยอู้: 低音):一般的ではない。
- ウート (โหวด) - 東北タイの循環呼吸式パンパイプ

### フリーリード

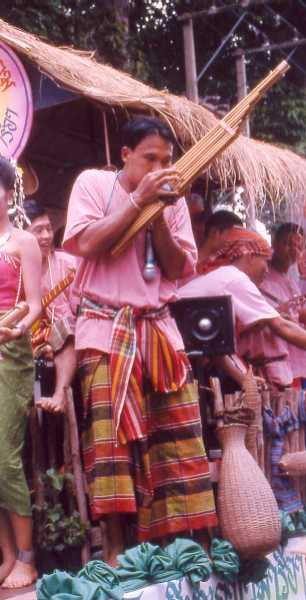
ケーン

- ケーン (แคน)  - 東北タイで用いられる笙のような管楽器
- ピーチュム (ปี่จุม) - 北タイで用いられるフリーリードパイプ
- 葫芦笙（Hulusheng） - 北タイのアカ族（アカ族呼称:fulu）、ラフ族（ラフ族呼称:naw）に用いられる瓢箪の笙
- 口琴 (タイ中部:ヂョーンノーン (จ้องหน่อง)、タイ東北部:フーン (หืน)) - 主に北部の少数民族、東北部の人々の間で用いられている。

### オーボエ
- ピー (ปี่) - 四枚もしくは二枚リードのオーボエ
  - ピー・チャナイ (ปี่ไฉน) - おそらくはインドの楽器シャハナイから派生した楽器と思われる。
  - ピー･チャワー (ปี่ชวา) - タイの格闘技ムエタイの競技中に演奏される。
  - ピー･クラーン (ปี่กลาง)
  - ピー･モーン (ปี่มอญ) - 取り外し可能な金属製ベル（広がった口）のついた大型の二枚リードオーボエ。葬送のために用いられる。
  - ピー･ナイ (ปี่ใน) - タイの古典吹奏楽アンサンブルピーパート（ปี่พาทย์）の楽器として用いられる。
  - ピー・ノーク (ปี่นอก)

### ホルン
- トレー (แตร) - 金属製のホルン
- サン (สังข์) - 法螺貝 のホルン。トレー・サン (แตรสังข์)とも呼ばれる。